# کلبه‌ای آن‌سوی رودخانه
کلبه‌ای آن‌سوی رودخانه فیلمی به کارگردانی احمد شیرازی و نویسندگی احمد شیرازی و منوچهر مطیعی محصول سال ۱۳۵۰ است.

## خلاصه داستان
«فرانک» در پی ظاهرسازی‌های پدر «بیژن» از محبوبش دل می‌کند و می‌خواهد خود را بکشد که به وسیلهٔ «حسین گابی» نجات پیدا می‌کند...

## بازیگران
- ناصر ملک مطیعی
- زری خوشکام
- همایون بهادران
- رفیع حالتی
- ایران دفتری
- روشنک
- آنوشاوان هاروتیونیان
- ملیحه نصیری
- شاهین خو
- روح‌الله مفیدی
- احمد کاشانی , مهدی غلامی